# Ente Público de Radiotelevisión de las Islas Baleares
El Ente Público de Radiotelevisión de las Islas Baleares (EPRTVIB; oficialmente y en catalán: Ens Públic de Radiotelevisió de les Illes Balears) es una entidad pública balear creada el 26 de marzo de 2004 que gestiona radio televisión pública de las Islas Baleares. Está formada por la Televisión de las Islas Baleares (formada por principalmente por IB3) y la Radio de las Islas Baleares (formada principalmente por IB3 Ràdio).

## Actividades

### Televisión
En televisión, la Televisión de las Islas Baleares agrupa para la emisión dentro de territorio balear un canal generalista, que también emite en alta definición. Todas las cadenas se pueden ver por TDT en las Islas Baleares, plataformas de satélite o cable. Los canales son:
| Logo | Canal | Inicio de transmisiones | Formato de imagen |
| ---- | --- | ----------------------- | ----------------- |
|      | 7 IB3 Canal generalista. | 1 de marzo de 2005      | HD                |
|      | 8 IB3 2 Mallorca (Consejo Insular de Mallorca) - 8 IB3 2 Formentera (Consejo Insular de Formentera) - 8 IB3 2 Ibiza (Consejo Insular de Ibiza) - 8 IB3 2 Menorca (Consejo Insular de Menorca) Canal generalista, que emite unas horas de programación del correspondiente consejo insular y el resto del día la misma programación para toda Islas Baleares. | 14 de febrero de 2024   | HD                |

### Televisión en el exterior
El canal para el exterior de IB3 Televisió está disponible a través de la TDT catalana y de diversos plataformas de pago en España y Europa, así como por el canal de YouTube.
| Logo | Canal                         | Inicio de emisiones | Información | Formato de imagen |
| ---- | ----------------------------- | ------------------- | --- | ----------------- |
|      | IB3 Global Canal generalista. | 15 de abril de 2016 | Es una versión de IB3 que emite en TDT en Cataluña y para toda España, Andorra y Pirineos Orientales/Rosellón a través de Movistar Plus+/Andorra Telecom (en un futuro Comunidad Valenciana, Franja de Aragón, Pirineos Orientales y Andorra) e internacionalmente) | HD y SD           |

### Canales Extintos
| Logo | Canal                                                                        | Inicio de emisiones    | Fin de emisiones      | Información | Formato de imagen |
| ---- | ---------------------------------------------------------------------------- | ---------------------- | --------------------- | --- | ----------------- |
|      | IB3 Sat Canal generalista.                                                   | 1 de diciembre de 2007 | 15 de abril de 2016   | Era la 1ª versión internacional de IB3. Sustituyó a IB3 en analógico en Cataluña. Sustituida por IB3 Global. Emisión únicamente online entre 2012 y 2016.                                                    | SD                |
|      | IB3 Sat+30 Canal generalista con 30 minutos de diferencia respecto a IB Sat. | 1 de diciembre de 2007 | 1 de junio de 2009    | Emitió en la TDT de las Islas Baleares. El canal estaba previsto para la emisión del futuro segundo canal de IB3, pero fue sustituido per TV3 Cat, que sustituía la emisión de TV3 en analógico en Baleares. | SD                |
|      | IB2 Proyecto de segundo canal de IB3, que no pasó el período de prueba.      | 14 de febrero de 2010  | 28 de febrero de 2010 | Canal cultural, informativo y deportivo. Sustituyó a TV3 Cat, que cambió su frecuencia, y fue sustituido por IB3 HD, que inició sus emisiones unos días más tarde.                                           | SD                |

### Televisión en línea
IB3 Televisió y Televisió de Cataluña hicieron un acuerdo para crear una televisión en línea.
| Logo | Canal                         | Inicio de transmisiones | Información | Formato de imagen |
| ---- | ----------------------------- | ----------------------- | --- | ----------------- |
|      | Bon Dia TV Canal generalista. | 27 de octubre de 2018   | Es un canal en línea operado por Televisión de Cataluña y Ente Público de Radiotelevisión de las Islas Baleares y, desde 2021, también por À Punt Mèdia. | HD                |

### Radio
En radio, la Radio de las Islas Baleares cuenta con una emisora que abarca el territorio balear.
| Logo | Emisora                          | Inicio de transmisiones | Información                                                                | Formato            |
| --- | -------------------------------- | --- | -------------------------------------------------------------------------- | ------------------ |
| | 7 IB3 Ràdio Emisora generalista. | 1 de marzo de 2005 (regulares) 31 de diciembre de 2004 (pruebas)                                                                                                | Radio principal del Ente Público de Radiotelevisión de las Islas Baleares. | TDT, Internet y FM |
| 8 IB3 Ràdio Mallorca (Consejo Insular de Mallorca) - 8 IB3 Ràdio Formentera (Consejo Insular de Formentera) - 8 IB3 Ràdio Ibiza (Consejo Insular de Ibiza) - 8 IB3 Ràdio Menorca (Consejo Insular de Menorca) | 1 de septiembre de 2019          | Emisora generalista que emite unas horas de programación del correspondiente consejo insular y el resto del día la misma programación para toda Islas Baleares. |                                                                            | TDT, Internet y FM |
| IB3 Ràdio 2 Emisora generalista. | 23 de septiembre de 2022         | Emisora generalista que emite la programación habitual de IB3 Ràdio cuando hay eventos deportivos en la primera emisora.                                        | Internet                                                                   |                    |
| | IB3 Música                       | enero de 2011 | Hilo musical con emisión online.                                           | Internet           |

## Dirección

### Consejo de Dirección
| Nombre y apellidos           | Propuesto por    |
| ---------------------------- | ---------------- |
| Albert Salas Domínguez       | Director general |
| María Asunción Pons Fullana  | PPIB             |
| Sonia de Francisco del Valle | PPIB             |
| Marc González Sabater        | PPIB             |
| Francisca Pol Cabrer         | PPIB             |
| Vicenta María Tur Grive      | PSIB             |
| Jordi Bayona Llopis          | PSIB             |
| Gina Garcías Sansaloni       | PSIB             |
| Javier Ripoll Jiménez        | Vox Baleares     |
| Antoni Mascaró Rotger        | Més per Menorca  |

### Organigrama
| Directivo                       | Cargo                                          |
| ------------------------------- | ---------------------------------------------- |
| Albert Salas Domínguez          | Director general                               |
| Vanessa Cursach Far             | Gerente                                        |
| Mar Comin Oliver                | Directora de Televisió                         |
| Daniel Enric Barjacoba Bennasar | Director de Ràdio                              |
| Silvia Pol Vidal                | Directora de Contenidos de Informativos        |
| Mar Pons Molina                 | Director de Deportes                           |
| Inmaculada Cruz Quetglas        | Directora de Talento y Recursos Humanos        |
| Carolina Cuadra Tenerife        | Directora de Administración y Finanzas         |
| Jordi Calleja Cortés            | Jefe de Antena                                 |
| Ignacio Tejedor García          | Jefe de Producción                             |
| Carmen Martín Atance            | Jefa de Producción de Informativos y Deportes  |
| Gabriel Pol Cladera             | Jefe del Área Técnica y de Sistemas            |
| Míriam García Velasco           | Jefa de Medios Digitales                       |
| Antonia María Cañellas Taberner | Jefa de Asesoría Jurídica y Calidad            |
| Antonio Escribano Ruiz          | Jefe de Contabilidad                           |
| María Antònia Más Bergas        | Jefa de Compras y Contratación                 |
| Sebastià García Puigpelat       | Jefe de Publicidad y Marketing                 |
| Javier Mora Vega                | Jefe de Realización e Imagen                   |
| Juan Fernández Alcalde          | Jefe de Realización de Informativos y Deportes |
| Tania Varas Sánchez             | Jefa de Emisiones                              |
| Nadia Halwani Rado              | Jefa de Producción Ajena                       |
| Pedro Sureda Morro              | Jefe Técnico de Ràdio                          |
| Vanessa Ortí Precedo            | Delegada de Menorca                            |
| Esther Matutes Mestre           | Delegada de Ibiza y Formentera                 |

## Listado de directores generales
| Dirección General                     | Inicio                  | Final                    |
| ------------------------------------- | ----------------------- | ------------------------ |
| María del Carmen Umbert Cantalapiedra | 27 de marzo de 2004     | 13 de julio de 2007      |
| Antoni Martorell Reynés               | 19 de julio de 2007     | 28 de julio de 2010      |
| Pedro Terrasa Sánchez                 | 28 de julio de 2010     | 18 de julio de 2011      |
| Antonio Gómez Pérez                   | agosto de 2011          | 18 de octubre de 2011    |
| Jacobo Palazón Gasset                 | 18 de octubre de 2011   | 29 de febrero de 2012    |
| José Manuel Ruiz Rivero               | 14 de marzo de 2012     | 10 de octubre de 2014    |
| Josep María Codony Oliver             | 10 de octubre de 2014   | 24 de noviembre de 2015  |
| Andreu Manresa Montserrat             | 24 de noviembre de 2015 | 21 de septiembre de 2023 |
| Albert Salas Domínguez                | 15 de noviembre de 2023 | presente                 |